# Розенко, Павел Валерьевич
Павел Валерьевич Розенко (укр. Павло Валерійович Розенко; род. 15 июля 1970, Киев, Украинская ССР, СССР) — украинский государственный деятель, политик, вице-президент Красного Креста Украины.
Народный депутат Украины (2012—2014). Министр социальной политики Украины с 2 декабря 2014 по 14 апреля 2016.

## Семья
Мать — Валентина Васильевна. Отец — Валерий Петрович, умер в 2005 году.
Среди известных предков — Розенко, Пётр Акимович (1907—1991), Председатель Госплана УССР, заместитель Председателя Совета Министров УССР.
Девушка — Елена-Кристина Лебедь (род. 1990), ведущая на украинском канале «Новый канал».

## Образование
Розенко П. В. окончил 135 среднюю школу г. Киева, и в 1987 году поступил в Киевский политехнический институт, который окончил в 1993 году.

## Карьера
В студенческие годы начал активно заниматься общественной и политической деятельностью. Был одним из основателей первой на Украине независимой студенческой организации — Украинского студенческого союза (УСС). Возглавлял Киевскую городскую организацию УСС, избирался заместителем председателя УСС и Главой Секретариата УСС. Активный участник «революции на граните» в октябре 1990 года.
С 1994 года Павел Розенко пребывает на государственной службе. До 2000 года — помощник-консультант народного депутата Украины. В 2000—2001 годах — руководитель службы обеспечения деятельности Министра экологии и природных ресурсов Украины. В 2001—2005 годах — помощник-консультант народного депутата Украины, Комитет природопользования и ликвидации последствий аварии на Чернобыльской АЭС.
В феврале 2005 года назначен первым заместителем Министра труда и социальной политики Украины.
В 2006—2007 годах — руководитель службы Социальной политики Секретариата Президента Украины.
С 2008 до июня 2010 года — первый заместитель Министра труда и социальной политики Украины.
С 2010 до 2012 года — независимый эксперт по вопросам социальной политики, ведущий эксперт Центра Разумкова.
Розенко Павел Валериевич — автор более 100 публикаций по вопросам социальной политики, пенсионной реформы на Украине, системы льгот и компенсаций, оплаты труда и других аспектов социально-трудовых отношений.
С 2012 года — член политической партии УДАР Виталия Кличко, № 10 избирательного списка партии. В октябре 2012 года избран народным депутатом Украины. В Верховой Раде стал заместителем председателя Комитета по вопросам социальной политики и труда.
Народный депутат Украины VIII созыва от Блока Порошенко, № 26 в избирательном списке. Полномочия прекращены досрочно 2 декабря 2014 года в связи с назначением на пост Министра социальной политики Украины.
14 апреля 2016 года Второе правительство Яценюка был отправлено в отставку Верховной Радой Украины, поэтому Розенко Павел лишился должности министр социальной политики, но в новом Правительство Гройсмана он был назначен на должность вице-премьер-министра Украины.
18 апреля 2016 года Кабинет Министров Украины определил вице-премьер-министра Павла Розенко ответственным за здравоохранение, культурную, социальную и языковую политику (постановление КМУ № 296 от 18.04.2016).
Участвовал в досрочных парламентских выборах 2019 года от партии «Европейская солидарность» (39 место в партийном списке). Избран не был.

## Награды и звания
С апреля 2009 года имеет ранг государственного служащего 1-го ранга. В октябре 2008 года получил звание «Заслуженный работник социальной сферы Украины».